# 대전과학수사연구소

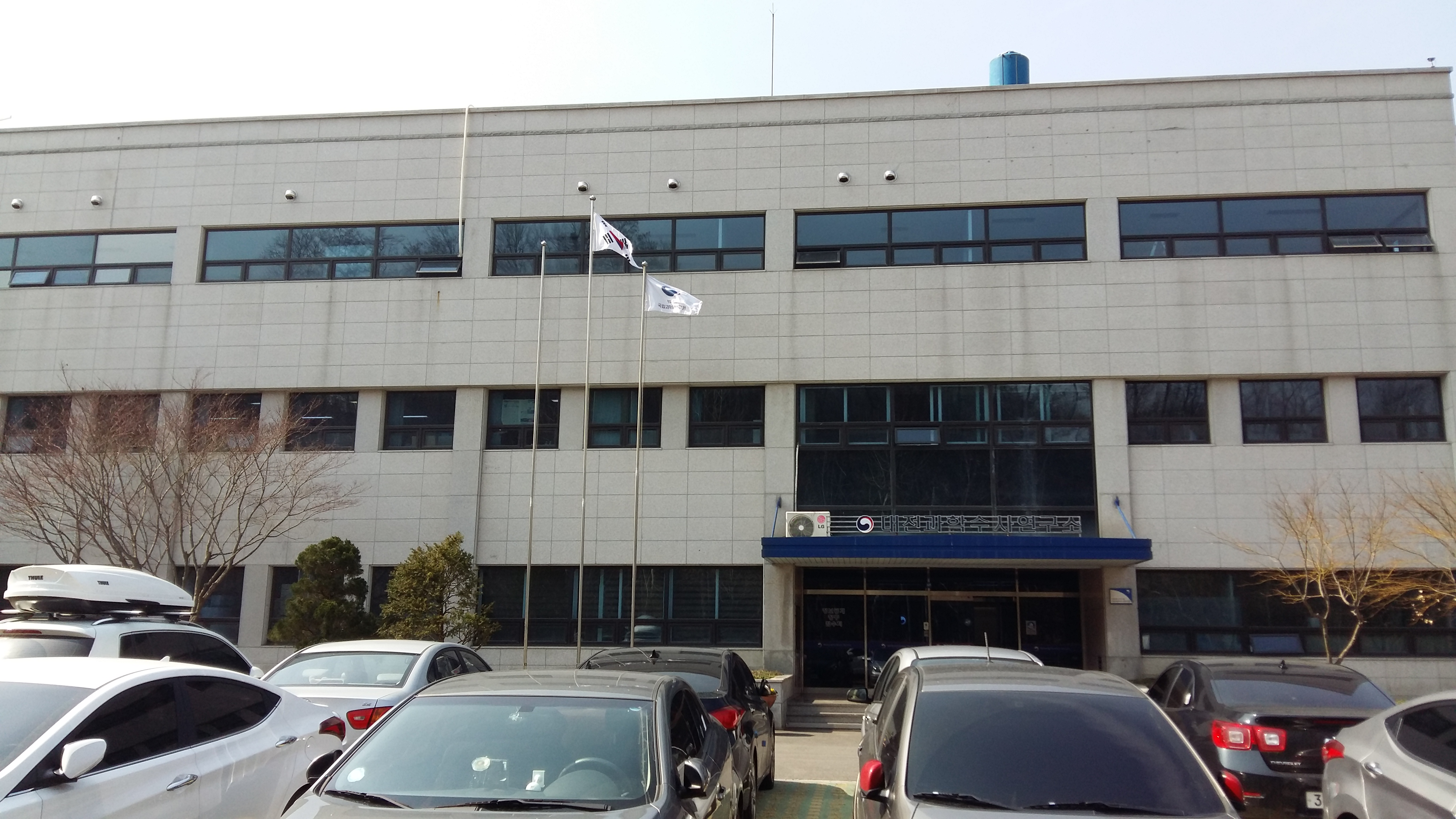

대전과학수사연구소(大田科學搜査硏究所)는 국립과학수사연구원의 소속기관이다. 2013년 11월 15일 발족하였으며, 대전광역시 유성구 유성대로 1524에 위치하고 있다. 소장은 기술서기관·공업연구관 또는 보건연구관으로 보한다.

## 연혁
- 1999년 10월 1일: 국립과학수사연구소 중부분소 설치.
- 2010년 8월 19일: 국립과학수사연구원 중부분원으로 개편.
- 2013년 11월 15일: 대전과학수사연구소로 개편.
- 2013년 12월 11일: 대구과학수사연구소의 설치에 따라 관할구역을 조정.

## 관할구역
- 대전광역시
- 충청남도
- 충청북도[2]
- 경기도 안성시·평택시
- 전라북도 무주군

## 조직

### 소장
- 행정운영과[3]
- 법의학과[4]
- 유전자분석과[5]
- 독성화학과[6]
- 이공학과[7]

## 같이 보기
- 서울과학수사연구소
- 부산과학수사연구소
- 대구과학수사연구소
- 광주과학수사연구소